# Jorge Pupo (Schauspieler)
Jorge Pupo (* 12. Januar 1960 in Santiago de Cuba) ist ein kubanischer Schauspieler, Synchronsprecher und Produzent.

## Leben
Pupo wurde am 12. Januar 1960 in Santiago de Cuba geboren. Er zog mit seiner Familie ins Exil nach Madrid um, bevor er über New York 1970 in die USA emigrieren konnte. Er wohnte dann in Providence, Rhode Island sowie West New York, New Jersey. Später ging er nach San Juan, wo er eine militärische und eine katholische High School besuchte. Er bekam 1977 seinen Abschluss auf der Colegio Madre Cabrini und ging später mit einem Stipendium an die Drew University in Madison. Während seines Studiums war er einer der Gründer der Drew University Dramatic Society, bei der er mit dem Regisseur Buzz McLaughlin zusammenarbeitete. Sie kreierten den DUDS Cheekie Award, der bis heute alljährlich an der Drew University vergeben wird. Pupo wechselte 1979 an die New York University und schloss sein Studium 1981 mit dem Bachelor of Fine Arts ab.
Nach seinem Studium begann Pupo aus seinem Hobby einen Beruf zu machen. Bei Guede Films begann er seine Karriere und arbeitete mit etablierten Regisseuren wie Orlando Jiménez Leal und Néstor Almendros zusammen. Bei Max Mambru Films assistierte er erstmals bei Filmen und Musikvideos von John Waite, Rubén Blades und Jose Alberto. Pupo arbeitete viele Jahre mit den Werbefachmann Justo Rodriguez Santos bei Goya Food’s Inter-Americas Advertising zusammen.
Als Schauspieler und Mitarbeiter bei Repertorio Español reiste er um die ganze Welt und wirkte in klassischen wie auch modernen Stücken wie: El Burlador de Sevilla (Tirso de Molina), Don Juan Tenorio (Zorrilla) und Café con Leche (Gonzalez) mit. Dafür gewann er auch verschiedene Preise. Für Repertorio Español produzierte und schrieb er in den 1980ern verschiedene Werbespots.
Jorge Pupo ist heute nicht nur als Schauspieler, sondern auch als Synchronsprecher bekannt. Er spricht tausende Fernsehfiguren, macht Radio-Werbung und synchronisiert auch verschiedene Charaktere in Rockstar Games’ Grand-Theft-Auto-Serie.

## Filmografie (Auswahl)

### Filme
- 2006: El Cantante
- 2003: Invisible Evidence
- 2002: Collect Call
- 2000: Wirey Spindell
- 1999: El Séptimo cielo
- 1996: Bitter Sugar (Azúcar amarga)
- 1990: Gefährlicher Stoff
- 2016: Norman (Norman: The Moderate Rise and Tragic Fall of a New York Fixer)

### Fernsehserien
- 2000–2003: Law & Order
- 2004: Die Sopranos